# Historiología
La Historiología es la disciplina que dota de principios epistemológicos a la Ciencia de la Historia (disciplina que estudia y narra cronológicamente los acontecimientos pasados), en un marco interdisciplinar (las Ciencias Históricas), y la Historiografía la que se encarga del estudio y escritura de la historia, para lo que resulta indispensable conocer sus fuentes y metodología.
La Historiología (del griego ἱστορία historía, traducible por «investigación» o «información», conocimiento adquirido por investigación; del verbo ἱστορεῖν, «investigar» conocimientos pasados; y de λογία logía, «tratado, estudio, ciencia»), es la Teoría de la Historia, y en especial la que estudia la estructura, leyes o condiciones de la realidad histórica, entendida como Epistemología o conocimiento científico de la Historia. Es la disciplina que describe y analiza los hechos históricos, utilizando técnicas específicas de recogida y análisis de registros, datos y muestras históricas, íntimamente interrelacionada con la Historiografía y la Metodología de la Historia. 
Disciplina sobre la propia descripción de los hechos históricos y el tipo de análisis generales necesarios para explicar los hechos registrados por la historia, señalando los elementos lógicos que hicieron que estos ocurrieran. Es la disciplina de la descripción y del análisis, con el objetivo de identificar claves analíticas, patrones regulares y causas generales de los procesos históricos a través de un método. Constituye un área epistemológica puesto que propone una teoría del conocimiento del acontecer histórico.
La Historiología constituye una especialización disciplinaria que estudia los fundamentos filosóficos, epistemológicos y metodológicos de la Historia, sus técnicas de investigación y su propio desarrollo como saber (Técnicas de la investigación histórica, Teoría y Metodología de la Historia, Historia de la Historiografía y Filosofía de la historia).
El historiólogo/a se define como la persona especialista en la rama de la Historiología, o estudio científico de la historia, dedicado a los estudios relacionados con la filosofía y la teoría de la historia, así como a los preceptos, normas o condiciones de la realidad histórica (su epistemología).

## Origen del término
El término historiología fue utilizado por José Ortega y Gasset en su texto “Historia como sistema” (1941). En dicho texto, Ortega y Gasset señala que el ser humano es un sujeto histórico, que necesita analizar los eventos de pasado para comprender su identidad. Asimismo, el autor establece que los datos históricos carecen de importancia si no son observados a la luz de un método analítico – descriptivo. Es aquí donde entra en acción la historiología, como epistemología de la Historia, y se vale de la Historiografía para identificar las causas y las consecuencias que tuvieron los hechos históricos. Con anterioridad ya era usado en el campo académico por Joaquín Manuel de Moner y de Siscar en 1876 (Tratado de historiología e historiografía y didáctica histórica); entre otros. Posteriormente se ha extendido el término vinculado siempre con la Teoría de la Historia.
Diferentes especialidades de la Ciencia de la Historia se designan como: egiptología, mayología, sinología, arqueología, museología, etc.

## Instituciones con esa denominación
- Departamento de Historiología de la Facultad de Humanidades y Ciencias de la Educación de la Universidad de la República de Uruguay (licenciatura en Ciencias Históricas).[5]
- Sociedad de Estudios Historiológicos y Etnográficos (Murcia).

## Historia, historiología e historiografía
En el estudio de los hechos y fenómenos históricos es conveniente distinguir claramente entre:
1. La historiografía es el conjunto de técnicas métodos propuestos para describir los hechos históricos acontecidos y registrados. La correcta praxis de la historiografía requiere el empleo correcto del método histórico.
2. La historiología (en el sentido de teoría de la historia) que es el conjunto de explicaciones, métodos y teorías sobre cómo, por qué y en qué medida se dan cierto tipo de hechos históricos generales, procesos y tendencias sociopolíticas en determinados lugares y no en otros. Constituye un área epistemológica puesto que propone una teoría del conocimiento del acontecer histórico.
3. La historia en sí misma o conjunto de hechos realmente acontecidos, de magnitud geográfico y social suficientemente amplios como para servir de base a la comprensión de los hechos posteriores. Es la ciencia que se encarga del estudio del pasado y la influencia que tiene en el presente.

### Historiología y teorías historiológicas
Tanto el materialismo cultural de Marvin Harris como el materialismo histórico de Karl Marx son, además de teorías de los sistemas sociales existentes, auténticas teorías sobre los procesos generales que condicionan los acontecimientos históricos, que en principio pueden someterse a falsación. De manera similar, las explicaciones de Jared Diamond, sin pretender ser una teoría completa usa factores materiales que inducen un cierto grado de determinismo geográfico.
De acuerdo con las propuestas materialistas, tras la mayoría de cambios sociales de importancia existen causas materiales, prácticas o económicas. Dentro de las causas materiales podemos distinguir por ejemplo:
- Causas tecnológicas. A veces el desarrollo de una nueva tecnología comporta cambios el modo de producción que hacen que el trabajo se reorganice de forma ligeramente diferente, desencadenando eso una cadena causal de acontecimientos que comporta cambios sociales. Por ejemplo la importancia del sector terciario y los servicios basados en la información y en el conocimiento, eliminó la ventaja comparativa de una mayor fuerza física en el trabajo y favoreció la incorporación masiva de la mujer al trabajo asalariado.
- Causas climáticas. Otras veces los cambios climáticos han afectado a la producción en el sector primario o agropecuario, provocando alteraciones de precios, cambios en la producción, fenómenos de redistribución de la riqueza, que son susceptibles de desencadenar cadenas causales que favorezcan o desfavorezcan cierto tipo de actividades económicas. Así el aumento de temperaturas en Europa a partir del siglo VIII mejoraría las condiciones de navegación en el Atlántico norte, disminuyó el tiempo de maduración de las cosechas en el norte de Europa, factores que influyeron positivamente en el aumento de población de Escandinavia y la expansión vikinga hacia el sur de Europa y América.
- Agotamiento ecológico. El deterioro de la productividad del suelo y el agotamiento ecológico ha sido citado con frecuencia como factor influyente desde la antigüedad. Así se cita que el sistema de irrigación usado en Mesopotamia salinizó la tierra en exceso, provocando a la caída de la productividad de la tierra para el trigo y la cebada, se cita el colapso más o menos abrupto de la Isla de Pascua por culpa de la deforestación y se presupone que la erosión excesiva del terreno pudo haber provocado escaseces de alimento entre los mayas, que con los consiguientes conflictos sociales pudieron provocar el colapso de la civilización maya clásica.

Otros autores han señalado otras causas materiales como causas de importantes impactos en procesos históricos
- Epidemias recurrentes, tanto en el imperio romano durante el siglo II d. C. como en imperio Han siglo III d. C., hubo epidemias recurrentes que produjeron importantes reducciones de la población, que a su vez tuvieron consecuencias económicas e hicieron a ambos imperios más vulnerables frente a ataques de pueblos semisedentarios procedes de sus fronteras norte. J. Diamond ha señalado que en África la presencia de ciertas enfermedades infecciosas (malaria, enfermedad del sueño, tos ferina) hasta tiempos muy recientes ha tenido una tasa de incidencia mayor, lo que desde antiguo dificultó la prosperidad de estados fuertes centralizados.
- Escasez de recursos, más modernamente el poderío militiar o económico de ciertas regiones ha estado ligado a la explotación de algún recursos no renovable, el declive o el coste creciente en la obtención de dicho recursos ha ocasionado un debilitamiento de la economía y los estados centralizados.

### Historiografía y metodología histórica
La historiografía es el conjunto de técnicas y métodos propuestos para describir los hechos históricos acontecidos y registrados. La correcta praxis de la historiografía requiere el empleo correcto del método histórico, que a grandes rasgos comprende el seguimiento de tres procedimientos:
1. Heurística, o búsqueda de las fuentes. Consiste en allegar toda la información disponible. Deben recopilarse documentos, informes, artículos periodísticos, fotografías, leer lo que se haya escrito sobre el tema... En esta etapa afloran las primeras dificultades en forma de contradicciones en las fuentes, que pueden clasificarse como primarias o secundarias según su proximidad a los hechos. Esto hace necesaria la segunda fase a fin de llegar a la verdad prescindiendo de todo juicio subjetivo.
2. Crítica, en donde se evalúa la validez o no de las versiones contradictorias. Es la fase más compleja.
3. Síntesis, en que se engarzan los datos y las informaciones para que cuadren en el marco general en que se sitúa lo investigado, conectando las informaciones verificadas con las causas y con las consecuencias de las mismas.

### Categorías de análisis
Las categorías de análisis son las herramientas con las que el historiador trabaja en la redacción de síntesis históricas. Son totalmente indisolubles su concepción y definición del contexto donde son expresadas. 
1. El espacio, como realidad ontológica (sustancialismo). Es utilizado como un instrumento lógico para designar donde ocurren los hechos. Ha llevado a ser puesto en duda como una realidad estática. El positivismo advierte espacios de poder, políticos y estratégicos. Desde el marxismo se matiza los espacios según su producción por ejemplo. [6]
2. El tiempo, es utilizado como pasado (sustancialización del tiempo) donde se proyecta la cronología como medición desde el punto A (presente) al punto B ( concreción temporal donde ocurre el hecho). La crítica del tiempo proviene de la diversificación de sus proyecciones. Un ejemplo es la memoria como psicologización del tiempo.[6]
3. El proceso, es el concepto que se desarrolla en el espacio-tiempo histórico y el motor conductor de lo que ocurre. Conduce a la explicación provocando la síntesis del movimiento y el cambio. Los procesos son heterogéneos, económicos, políticos, sociales. Conceden una organización racional.[6]
4. El agente y la causa, los procesos necesitan causas que se regulan en sí mismas. Es la validación de la explicación necesaria para la redacción coherente del discurso. En el positivismo el poder y las acciones de los individuos producen los acontecimientos históricos. Es decir una fenomenología causa-efecto aplicada a la explicación histórica. Aunque el mito difiere aplicando causas sin conexión con el efecto.[6]
5. El sentido y la ley, las causas finales de los procesos y las cusas que culminan con explicaciones lógicas en el presente histórico donde se escriben. Las repeticiones en la historia dan sentido a este esquema, como por ejemplo las crisis. Las respuestas no tienen por que ser iguales pero en el uso de la historia como "oráculo" que predice el futuro, la homogeneización se trasforma en ley y orden estructural. [6]